# Храм Успения Пресвятой Богородицы (Прага)
Храм Успения Пресвятой Богородицы на Ольшанском кладбище (чеш. Chrám Zesnutí přesvaté Bohorodice na Olšanských hřbitovech) — православный храм в Праге на Ольшанском кладбище, в районе Прага 3 — Жижков.

## Строительство
Закладка храма была произведена 11 сентября 1924 году епископом Сергием (Королевым). Проект церкви в неорусском стиле безвозмездно составил профессор В. А. Брандт при помощи студентов-архитекторов Н. П. Пашковского и барона С. Г. Клодта.
Инициативу строительства на себя взяло «Успенское братство». Большую помощь оказал первый премьер-министр Чехословакии Карел Крамарж и его русская супруга Надежда Николаевна (урожд. Хлудова). Помимо крупного личного дара, К. Крамарж организовал сбор почти четырёх пятых всех необходимых средств. Значительный вклад от имени братского сербского народа внёс прот. М. Црвчанин, королевский инспектор воинских могил, который обеспечил денежную помощь своего государства. Таким образом вместо часовни Прага украсилась небольшим, но монументальным и выразительным русским храмом.
Административно-техническую часть строительства безвозмездно приняли на себя инженеры А. М. Миркович, С. А. Величкин и П. П. Находкин. На строительстве храма с работали как студенческая молодежь, так и представители разных социальных групп. Пять колоколов было пожертвовано Александром I Карагеоргиевичем, королём сербов, хорватов и словенцев, четою Крамарж, русскими эмигрантами в Чехословакии, митрополитом Евлогием (Георгиевским) и епископом Сергием.
Эскизы мозаик и росписей для храма были созданы известным художником Билибиным. Из-за недостатка средств сами росписи были выполнены значительно позднее — в 1941—1946 годах.

## История
Освящён 9—22 ноября 1925 года.
В 1945 после закрытия Никольского собора на Староместской площади, Успенская церковь стала приходской.
По состоянию на 2016 год в храме проводятся регулярные ежедневные службы.

## Крипта
Под храмом, в подвальном этаже, находится крипта мученицы Софии, где покоятся останки создателей храма и многих известных людей. Среди них — Карел Крамарж (первый премьер министр Чехословакии) с супругой Надеждой Николаевной, крупнейший знаток византийского и древнерусского искусства академик Н. П. Кондаков, директор Донского кадетского корпуса генерал Т. А. Семернинов, генералы С. А. Воронин, Н. Н. Шиллинг, профессора: С. С. Груздьев, Ф. А. Щербина и другие. Здесь же погребен инженер Н. Н. Ипатьев, в доме которого в Екатеринбурге расстреляли последнего российского императора и его семью.

## Памятная доска
В 1995 году по инициативе общественного комитета «Они были первыми» на стене храма установлена мемориальная доска в память об эмигрантах, репрессированных НКВД во время послевоенных «чисток». На доске выбита надпись на русском и чешском языках:

Вечная память русским, украинцам и представителям других народов Российской империи, в 1917 году отвергнувшим коммунистическую утопию и в рядах добровольческой армии отстаивавшим мир от большевистского террора и которые в двадцатых годах нашли дом в демократической Чехословацкой республике. А спустя четверть века стали первыми жертвами послевоенного прокоммунистического оппортунизма который допустил похищение их в 1945 г. в советские тюрьмы и концентрационные лагеря. Где погибли или без вести исчезли и лишь после долгих лет горсточке дозволено было вернуться умереть к своим семьям домой в Чехословакию.